# Henri Victor Stiellemans
Henri Victor Stiellemans, né à Anvers le 14 août 1879 et mort à Schaerbeek en 1959, est un peintre belge.

## Biographie

### Famille
Henri Victor Stiellemans, né rue de l'Harmonie no 8 à Anvers le 14 août 1879, est le fils de Jacques Charles Stiellemans (1831-1911), major au 5e Régiment de ligne, devenu ensuite colonel, et de Lucie Joséphine Jeannette Thérèse Bosch (1840).

### Formation
Henri Stiellemans est étudiant à l'École de dessin et d'industrie de Schaerbeek, puis à l'Académie royale des beaux-arts de Bruxelles, où il suit notamment les cours d'Herman Richir et d'Isidore Verheyden. 

### Carrière
Les débuts de sa carrière sont peu documentés. Il expose au cercle artistique Doe Stil Voort à Bruxelles en 1912. Il présente La Soupe au lait et Le Bénédicité au Salon de Bruxelles de 1914. Un séjour en Auvergne modifie considérablement sa palette. Le gouvernement belge acquiert Bourg sous la neige en 1925, année où Henri Stiellemens expose au Salon de Gand.
Parmi ses expositions ultérieures, la presse relève les suivantes : à Bruxelles à la salle La Cimaise, chaussée de Haecht, en 1925, au Cercle artistique et littéraire de Bruxelles en mars 1935, au 32e salon du cercle royal artistique de Schaerbeek en 1955, au 47e salon de Kunst en Kennis à Gand, et au 20e salon d'art du cercle Jecta à l'hôtel communal de Jette en 1958.
En 1959, Henri Victor Stiellemans, domicilié au square Riga no 31 depuis 1935, meurt, à l'âge de 80 ans, à Schaerbeek.

## Œuvre

### Caractéristiques
Son champ pictural, évoluant vers une facture symboliste, couvre essentiellement les paysages, les natures mortes, les fleurs et les intérieurs.

### Réception critique
En 1925, le quotidien Journal de Bruxelles publie une critique élogieuse des œuvres qu'Henri Stiellemans expose à La Cimaise à Bruxelles : « Il a bien vu l'Auvergne, et son œil, tout autant que son pinceau, l'ont amoureusement, religieusement caressée. Le voilà avec ses routes grises qui sinuent à flanc de montagne, ses ruelles qui escaladent le roc et que couronnent ses églises, ses chapelles perdues au carrefour des routes, ses calvaires devant lesquels se signent les pastourelles ervenant des champs et les « gachenets » conducteurs de bœufs […]. Voilà ce qu'a fort bien vu Henri Stiellemans et ce qu'il a rendu d'un pinceau délicat, en traits sobres, d'une pâte grise, sans trucs ni ficelles. Car c'est la caractéristique de son art. Il est vierge de toute virtuosité. Il est si simple qu'il en devient presqu'ingénu. C'est un dessinateur minutieux, un constructeur qui sait donner le volume et la valeur. »
En 1926, Marius Renard rapporte les propos d'Adolphe Hardy, soulignant qu'Henri Stiellemans n’a jamais cherché qu'à émouvoir, étant lui-même toujours ému. Sa prédilection se porte sur les humbles choses, les endroits oubliés ou perdus. De telles données lui suffisent à concevoir et à produire un tableau remarquable.

### Collections muséales
Des œuvres de l'artistes sont conservées dans plusieurs collections : Hiver en Auvergne et Hiver en Auvergne, derniers rayons au MoMuse à Molenbeek-Saint-Jean, tandis que la commune de Schaerbeek conserve : Les deux ponts de l'avenue de la Reine (1912), Le Panier de noix, Coin du massif central, L'Immortalité (1924), Calvaire en Auvergne et Le Square Riga sous la neige (1955).